# VKT 12,70 LKk/42
VKT 12,70 LKk/42 — великокаліберний кулемет, розроблений фінським підприємством VKT під час Другої світової війни для використання на військових літаках. Всупереч поширеній думці, конструктивно являє собою не клон M2, а спрощений варіант кулемету M1921.

## Історія
У міжвоєнний період бельгійська компанія Fabrique Nationale отримала у Джона Мозеса Браунінга ліцензію на кулемет M1921 калібру 12,7×99 та вдосконалила його. В результаті з'явився авіаційний кулемет 13,2 mm FN Browning M.1939 під патрон 13,2×96 мм Hotchkiss.
Коли в передвоєнні роки (і особливо за результатами Зимової війни) стала очевидною необхідність збільшення вогневої мощі авіації, Фінляндія спробувала укласти контракт з компанією FN на постачання великокаліберних кулеметів, який, однак, не був виконаний, оскільки в травні 1940 Бельгія була окупована Німеччиною. Подальші спроби домовитися з Німеччиною, Швецією (яка вже випускала цей кулемет за ліцензією під найменуванням 13,2 mm akan m/39) та американською фірмою Кольт також не увінчалися успіхом.
За однією з версій, Фінляндія наприкінці 1941 року отримала креслення зброї від Німеччини, як її союзник по Осі, за іншою — придбала їх у шведської компанії LM Ericsson. Шведські креслення виявилися неповними і довелося додатково придбати кілька m/39 як зразки. Для спрощення виробництва фіни внесли до них кілька сотень змін; найбільшим з них став перехід на калібр 12,7 мм, такий же, як і в кулеметах Browning M2, які були на винищувачах, що вже поставлялися до Фінляндії.
До робіт з організації випуску почали в 1942 році на заводі VKT в Тоурулі, і перші екземпляри LKk/42 були поставлені у війська в липні 1943 року, а вперше застосовані восени того ж року.
На LKk/42 планувалося переозброїти винищувачі Brewster B-239 та Curtis Hawk 75A-6. Першим літаком, випробуваним із LKk/42, був Brewster B-239 з номером BW-382. На літаку були встановлені 4 LKk/42, по одному на крило і два в носі замість трьох 12,7-мм Colt MG 53-2 і одного 7,92-мм Colt M1919. Випробування показали задовільні результати.
Незабаром після цього з LKk/42 було випробувано Curtis Hawk (CU-578). 2 LKk/42 встановлювалися в носовій частині літака, а в крилах — 4 Colt M1919 калібру 7,92 мм. Оскільки скорострільність синхронізованих носових кулеметів залежала від обертів гвинта, особливого підвищення ваги залпу не відбулося, проте результати випробувань також були визнані задовільними.
Взимку 1943-44 років 4 Brewster B-239 та 7 Curtiss Hawk 75A-6 були модернізовані кулеметами LKk/42. Винищувач MS.406 (№ MS-646) також отримав кулемет LKk/42, встановлений у двигуні.
Хоча планувалося, що LKk/42 в першу чергу використовуватиметься для модернізації старих фінських винищувачів, він також встановлювався на нових машинах, зокрема, на VL Myrsky. Його ранні прототипи MY-1 та MY-2 були озброєні старими 12,7-мм кулеметами Colt MG 53-2, а вже третій, MY-3, отримав 3 LKk/42 у носовій частині з 240 патронами на ствол. На початку будівництва четвертого літака MY-4, було прийнято рішення встановити в носі четвертий LKk/42, у нього через зменшений простір боєкомплект було зменшено до 220 патронів на ствол.
Після того, як VL Myrsky та інші типи літаків, на яких використовувався LKk/42, були зняті з експлуатації, кулемети, що залишилися, використовувалися як зенітні (установки на 1-4 стволи) і, з міркувань економії, навчальною зброєю на фінських МіГ-21 та SAAB J 35F.
Наземна експлуатація зброї виявилася проблематичною, оскільки через високу скорострільність і малу товщину ствола, він швидко перегрівався, що при стрільбі довгими чергами призводило до появи тріщин.

## Експлуатанти
Фінляндія
- ВПС Фінляндії

### Застосування
- Curtis Hawk 75A-6: на літаки №№ CU-505, 506, 551, 553, 559, 562, 578 та 581 — по 2 LKk/42; встановлювалися в носовій частині.
- Morane-Saulnier 406: у MS-646 штатна гармата 20 mm HS.404 замінена на LKk/42 з 200 патронами.
- Brewster B-239: літаки №№ BW-373, 377, 382, 384, 386 — у крилах та в носовій частині.
- VL Humu: планувалося встановити 2-3 LKk/42 у носовій частині.
- VL Myrsky: від двох до чотирьох LKk/42 із 220-240 патронами на ствол.
- VL Pyörremyrsky: планувалося встановити два LKk/42 в носовій частині разом із 20-мм кулеметом MG 151/20.